# Scylaticina
Scylaticina is een vliegengeslacht uit de familie van de roofvliegen (Asilidae).

## Soorten
- S. tucumana Artigas & Papavero, 1991